# Sportverein Stuttgarter Kickers 1976-1977
Questa voce raccoglie le informazioni riguardanti lo Sportverein Stuttgarter Kickers nelle competizioni ufficiali della stagione 1976-1977.

## Stagione
Nella stagione 1976-1977 il Stuttgarter Kickers, allenato da Rudolf Kröner, concluse il campionato di 2. Bundesliga al 10º posto. In Coppa di Germania il Stuttgarter Kickers fu eliminato al secondo turno dal Kaiserslautern.

## Rosa
| N. |                     | Ruolo | Calciatore         |
| -- | ------------------- | ----- | ------------------ |
|    | Germania (bandiera) | P     | Rolf Gerstenlauer  |
|    | Germania (bandiera) | P     | Jürgen Kanzleiter  |
|    | Germania (bandiera) | D     | Dieter Dollmann    |
|    | Germania (bandiera) | D     | Dieter Renner      |
|    | Germania (bandiera) | D     | Horst Schairer     |
|    | Germania (bandiera) | D     | Alois Schindler    |
|    | Germania (bandiera) | D     | Frieder Schömezler |
|    | Germania (bandiera) | D     | Peter Stichler     |
|    | Germania (bandiera) | D     | Hans-Jürgen Voise  |
|    | Germania (bandiera) | C     | Wolfgang Holoch    |
|    | Germania (bandiera) | C     | Eckehard Müller    |

| N. |                     | Ruolo | Calciatore         |
| -- | ------------------- | ----- | ------------------ |
|    | Germania (bandiera) | C     | Rainer Potschak    |
|    | Germania (bandiera) | C     | Robert Redl        |
|    | Germania (bandiera) | C     | Werner Roth        |
|    | Germania (bandiera) | C     | Karl-Heinz Schroff |
|    | Germania (bandiera) | C     | Franz-Josef Toth   |
|    | Germania (bandiera) | C     | Wolfgang Wunder    |
|    | Germania (bandiera) | A     | Horst Haug         |
|    | Germania (bandiera) | A     | Bernd Hoffmann     |
|    | Germania (bandiera) | A     | Joachim Kehl       |
|    | Germania (bandiera) | A     | Walter Kelsch      |
|    | Germania (bandiera) | A     | Klaus Wunder       |

## Organigramma societario
Area tecnica
- Allenatore: Rudolf Kröner
- Allenatore in seconda:
- Preparatore dei portieri:
- Preparatori atletici:

## Calciomercato

### Sessione estiva
| Acquisti | Acquisti | Acquisti | Acquisti |
| R.       | Nome     | da       | Modalità |
| -------- | -------- | -------- | -------- |

| Cessioni | Cessioni      | Cessioni        | Cessioni |
| R.       | Nome          | a               | Modalità |
| -------- | ------------- | --------------- | -------- |
| A        | Dieter Rebsch | Normannia Gmünd |          |

### Sessione invernale
| Acquisti | Acquisti | Acquisti | Acquisti |
| R.       | Nome     | da       | Modalità |
| -------- | -------- | -------- | -------- |

| Cessioni | Cessioni | Cessioni | Cessioni |
| R.       | Nome     | a        | Modalità |
| -------- | -------- | -------- | -------- |

## Risultati

### 2. Bundesliga

#### Girone di andata
| Stoccarda 14 agosto 1976 1ª giornata | Kickers Stoccarda | 0 – 0 referto | Stoccarda | Kickers-Stadion (27 500 spett.)\| Arbitro: \| Engel \| |
| Arbitro:                             | Engel             |               |           |                                                        |

| Arbitro: | Föckler |

|                          |           |  |
| Diener 52’ Leunissen 83’ | Marcatori |  |

| Arbitro: | Walther |

|                                                 |           |  |
| Hommrich 8’ (aut.) Hoffmann 62’ Holoch 64’, 90’ | Marcatori |  |

| Arbitro: | Schmoock |

|                             |           |            |
| Rieß 6’, 59’ Nachreiner 14’ | Marcatori | 90’ Kelsch |

| Arbitro: | Kettenbach |

|            |           |            |
| Holoch 72’ | Marcatori | 14’ Werner |

| Arbitro: | Scheffner |

|                     |           |  |
| Eder 57’ Krstić 78’ | Marcatori |  |

| Arbitro: | Brückner |

|                                                                            |           |            |
| Kelsch 22’, 55’, 63’ Redl 32’, 65’ Holoch 45’ (rig.) Stichler 46’ Haug 87’ | Marcatori | 19’ Müller |

| Arbitro: | Röder |

|                                              |           |                      |
| Maciossek 21’, 72’ Reinbold 42’ Bronnert 60’ | Marcatori | 9’ Holoch 41’ Renner |

| Arbitro: | Hellwig |

|                                    |           |          |
| Müller 36’ Dollmann 77’ Holoch 78’ | Marcatori | 4’ Kraus |

| Arbitro: | Dreher |

|                                |           |  |
| Riemann 24’ (rig.) Schlief 51’ | Marcatori |  |

| Arbitro: | Ferro |

|            |           |                       |
| Rausch 38’ | Marcatori | 68’ Dollmann 76’ Haug |

| Arbitro: | Treib |

|                     |           |             |
| Toth 18’ Holoch 25’ | Marcatori | 60’ Hofmann |

| Arbitro: | Ross |

|                         |           |                              |
| Weinkauff 25’, 69’, 74’ | Marcatori | 37’ (aut.) Keller 50’ Renner |

| Arbitro: | Kuhn |

|                 |           |            |
| Mahr 90’ (aut.) | Marcatori | 51’ Breuer |

| Arbitro: | Binninger |

|  |           |           |
|  | Marcatori | 6’ Kelsch |

| Arbitro: | Ermer |

|          |           |  |
| Toth 76’ | Marcatori |  |

| Arbitro: | Luca |

|  |           |                                                    |
|  | Marcatori | 9’, 16’ Holoch 28’ Schroff 34’ Kelsch 79’ Hoffmann |

| Arbitro: | Frickel |

|                     |           |                      |
| Toth 63’ Kelsch 84’ | Marcatori | 75’ (rig.) Schneider |

| Arbitro: | Föckler |

|                      |           |             |
| Varga 4’ Aumeier 43’ | Marcatori | 5’ Hoffmann |

#### Girone di ritorno
| Arbitro: | Kettenbach |

|                       |           |              |
| Ohlicher 3’ Elmer 70’ | Marcatori | 54’ Hoffmann |

| Arbitro: | Linn |

|                                                |           |                                            |
| Holoch 18’, 80’ (rig.) Müller 22’ Schairer 64’ | Marcatori | 52’ Ehrmantraut 54’ (rig.) Lenz 57’ Diener |

| Arbitro: | Ferro |

|            |           |  |
| Martin 80’ | Marcatori |  |

| Arbitro: | Clajus |

|  |           |                                                |
|  | Marcatori | 39’ Nachreiner 67’ (aut.) Schindler 80’ Falter |

| Arbitro: | Wohlfarth |

|  |           |            |
|  | Marcatori | 19’ Kelsch |

| Arbitro: | Luca |

|                             |           |                                            |
| Kelsch 9’, 59’ Hoffmann 25’ | Marcatori | 7’ Geinzer 54’ (rig.) Walitza 75’ Pechtold |

| Arbitro: | Hellwig |

|                                     |           |              |
| Johansen 8’ Emmerich 39’ Müller 80’ | Marcatori | 63’ Hoffmann |

| Arbitro: | Walther |

|                                 |           |          |
| Hoffmann 4’ Redl 53’ Holoch 76’ | Marcatori | 16’ Ganz |

| Arbitro: | Scheffner |

|  |           |            |
|  | Marcatori | 75’ Müller |

| Stoccarda 12 marzo 1977 29ª giornata | Kickers Stoccarda | 0 – 0 referto | Eintracht Treviri | Kickers-Stadion (1 900 spett.)\| Arbitro: \| Drescher \| |
| Arbitro:                             | Drescher          |               |                   |                                                          |

| Arbitro: | Engel |

|  |           |          |
|  | Marcatori | 35’ Bitz |

| Arbitro: | Möckel |

|           |           |              |
| Kirch 74’ | Marcatori | 82’ Hoffmann |

| Arbitro: | Walther |

|                                   |           |                                      |
| Haug 45’ (rig.), 48’ Dollmann 58’ | Marcatori | 35’ Scherer 90’ (rig.) Kohlenbrenner |

| Arbitro: | Dreher |

|                            |           |              |
| Größler 72’ Milardovic 86’ | Marcatori | 68’ Hoffmann |

| Arbitro: | Wilhelmi |

|                 |           |                        |
| Kelsch 17’, 38’ | Marcatori | 18’ Unger 72’ Heinlein |

| Arbitro: | Nützel |

|             |           |  |
| Drexler 47’ | Marcatori |  |

| Arbitro: | Dölfel |

|            |           |  |
| Müller 68’ | Marcatori |  |

| Arbitro: | Niebergall |

|                              |           |  |
| Harm 7’ Heck 11’, 72’ (rig.) | Marcatori |  |

| Arbitro: | Dahler |

|              |           |  |
| Hoffmann 87’ | Marcatori |  |

### Coppa di Germania
| Arbitro: | Ross |

|             |           |                                                       |
| Deinert 68’ | Marcatori | 13’ Kelsch 23’, 37’ Hoffmann 45’, 65’ Holoch 86’ Redl |

| Arbitro: | Hennig |

|                 |           |              |
| Schömezler 117’ | Marcatori | 119’ Stickel |

| Arbitro: | Wichmann |

|                                                   |           |             |
| Hoffmann 5’ (aut.) Sandberg 32’ Renner 76’ (aut.) | Marcatori | 22’ Schroff |

## Statistiche

### Statistiche di squadra
| Competizione      | Punti | In casa | In casa | In casa | In casa | In casa | In casa | In trasferta | In trasferta | In trasferta | In trasferta | In trasferta | In trasferta | Totale | Totale | Totale | Totale | Totale | Totale | DR |
| Competizione      | Punti | G       | V       | N       | P       | Gf      | Gs      | G            | V            | N            | P            | Gf           | Gs           | G      | V      | N      | P      | Gf     | Gs     | DR |
| ----------------- | ----- | ------- | ------- | ------- | ------- | ------- | ------- | ------------ | ------------ | ------------ | ------------ | ------------ | ------------ | ------ | ------ | ------ | ------ | ------ | ------ | -- |
| 2. Bundesliga     | 39    | 19      | 11      | 6       | 2       | 39      | 21      | 19           | 5            | 1            | 13           | 20           | 32           | 38     | 16     | 7      | 15     | 59     | 53     | +6 |
| Coppa di Germania | -     | 1       | 0       | 1       | 0       | 1       | 1       | 2            | 1            | 0            | 1            | 7            | 4            | 3      | 1      | 1      | 1      | 8      | 5      | +3 |
| Totale            | 39    | 20      | 11      | 7       | 2       | 40      | 22      | 21           | 6            | 1            | 14           | 27           | 36           | 41     | 17     | 8      | 16     | 67     | 58     | +9 |

### Andamento in campionato
| Giornata  | 1  | 2  | 3 | 4  | 5  | 6  | 7  | 8  | 9  | 10 | 11 | 12 | 13 | 14 | 15 | 16 | 17 | 18 | 19 | 20 | 21 | 22 | 23 | 24 | 25 | 26 | 27 | 28 | 29 | 30 | 31 | 32 | 33 | 34 | 35 | 36 | 37 | 38 |
| --------- | -- | -- | - | -- | -- | -- | -- | -- | -- | -- | -- | -- | -- | -- | -- | -- | -- | -- | -- | -- | -- | -- | -- | -- | -- | -- | -- | -- | -- | -- | -- | -- | -- | -- | -- | -- | -- | -- |
| Luogo     | C  | T  | C | T  | C  | T  | C  | T  | C  | T  | T  | C  | T  | C  | T  | C  | T  | C  | T  | T  | C  | T  | C  | T  | C  | T  | C  | T  | C  | C  | T  | C  | T  | C  | T  | C  | T  | C  |
| Risultato | N  | P  | V | P  | N  | P  | V  | P  | V  | P  | V  | V  | P  | N  | V  | V  | V  | V  | P  | P  | V  | P  | P  | V  | N  | P  | V  | V  | N  | P  | N  | V  | P  | N  | P  | V  | P  | V  |
| Posizione | 11 | 14 | 9 | 12 | 12 | 15 | 11 | 14 | 12 | 14 | 12 | 9  | 13 | 14 | 10 | 8  | 8  | 8  | 8  | 9  | 9  | 10 | 10 | 9  | 9  | 9  | 9  | 8  | 8  | 8  | 8  | 8  | 9  | 9  | 9  | 9  | 11 | 10 |

Legenda:

Luogo: C = Casa; T = Trasferta. Risultato: V = Vittoria; N = Pareggio; P = Sconfitta.

### Statistiche dei giocatori
| Giocatore       | 2. Bundesliga | 2. Bundesliga | 2. Bundesliga | 2. Bundesliga | Coppa di Germania | Coppa di Germania | Coppa di Germania | Coppa di Germania | Totale   | Totale | Totale      | Totale     |
| Giocatore       | Presenze      | Reti          | Ammonizioni   | Espulsioni    | Presenze          | Reti              | Ammonizioni       | Espulsioni        | Presenze | Reti   | Ammonizioni | Espulsioni |
| --------------- | ------------- | ------------- | ------------- | ------------- | ----------------- | ----------------- | ----------------- | ----------------- | -------- | ------ | ----------- | ---------- |
| D. Dollmann     | 36            | 3             | 2             | 0             | 3                 | 0                 | 2                 | 0                 | 39       | 3      | 4           | 0          |
| R. Gerstenlauer | 38            | 0             | 0             | 0             | 3                 | 0                 | 0                 | 0                 | 41       | 0      | 0           | 0          |
| H. Haug         | 33            | 4             | 1             | 0             | 2                 | 0                 | 0                 | 0                 | 35       | 4      | 1           | 0          |
| B. Hoffmann     | 35            | 10            | 1             | 0             | 2                 | 2                 | 0                 | 0                 | 37       | 12     | 1           | 0          |
| W. Holoch       | 30            | 12            | 4             | 0             | 3                 | 2                 | 0                 | 0                 | 33       | 14     | 4           | 0          |
| J. Kanzleiter   | 1             | 0             | 0             | 0             | 0                 | 0                 | 0                 | 0                 | 1        | 0      | 0           | 0          |
| J. Kehl         | 2             | 0             | 0             | 0             | 0                 | 0                 | 0                 | 0                 | 2        | 0      | 0           | 0          |
| W. Kelsch       | 36            | 12            | 1             | 0             | 3                 | 1                 | 0                 | 0                 | 39       | 13     | 1           | 0          |
| E. Müller       | 28            | 4             | 3             | 0             | 2                 | 0                 | 0                 | 0                 | 30       | 4      | 3           | 0          |
| R. Potschak     | 1             | 0             | 0             | 0             | 0                 | 0                 | 0                 | 0                 | 1        | 0      | 0           | 0          |
| R. Redl         | 25            | 3             | 1             | 0             | 2                 | 1                 | 0                 | 0                 | 27       | 4      | 1           | 0          |
| D. Renner       | 33            | 2             | 3             | 0             | 2                 | 0                 | 1                 | 0                 | 35       | 2      | 4           | 0          |
| W. Roth         | 35            | 0             | 3             | 0             | 2                 | 0                 | 0                 | 0                 | 37       | 0      | 3           | 0          |
| H. Schairer     | 29            | 1             | 1             | 0             | 3                 | 0                 | 0                 | 0                 | 32       | 1      | 1           | 0          |
| A. Schindler    | 25            | 0             | 2             | 0             | 3                 | 0                 | 0                 | 0                 | 28       | 0      | 2           | 0          |
| K. Schroff      | 17            | 1             | 1             | 0             | 2                 | 1                 | 0                 | 0                 | 19       | 2      | 1           | 0          |
| F. Schömezler   | 12            | 0             | 1             | 0             | 2                 | 1                 | 0                 | 0                 | 14       | 1      | 1           | 0          |
| P. Stichler     | 23            | 1             | 0             | 0             | 0                 | 0                 | 0                 | 0                 | 23       | 1      | 0           | 0          |
| F. Toth         | 34            | 3             | 0             | 0             | 3                 | 0                 | 0                 | 0                 | 37       | 3      | 0           | 0          |
| H. Voise        | 0             | 0             | 0             | 0             | 0                 | 0                 | 0                 | 0                 | 0        | 0      | 0           | 0          |
| K. Wunder       | 5             | 0             | 0             | 0             | 0                 | 0                 | 0                 | 0                 | 5        | 0      | 0           | 0          |
| W. Wunder       | 0             | 0             | 0             | 0             | 0                 | 0                 | 0                 | 0                 | 0        | 0      | 0           | 0          |